# Centrale Raad voor het Bedrijfsleven
De Centrale Raad voor het Bedrijfsleven (CRB), in het Frans Conseil Central de l'Economie (CCE),  is in België de raad waarbinnen overleg plaatsvindt tussen de sociale partners (vakbonden en werkgeversorganisaties).

## Doel
De Raad brengt adviezen uit over de conjunctuur of over andere onderwerpen. In het kader van de wetgeving op de vrijwaring van het concurrentievermogen en de bevordering van de werkgelegenheid kreeg de CRB specifieke bevoegdheden:
- Samen met de Nationale Arbeidsraad (NAR) halfjaarlijks rapporteren (vóór 31 januari en 31 juli) uitbrengen over de ontwikkeling van de loonkosten en de werkgelegenheid in België en in de drie buurlanden.
- Jaarlijks (vóór 30 september) verslag brengen van de maximale marge voor de loonkostontwikkeling in België.

Op basis hiervan worden de onderhandelingsmarges vastgesteld voor de tweejaarlijkse onderhandelingen tussen de sociale partners.

## Structuur
Benoit Bayenet is de voorzitter, voorts bestaat de directie uit Luc Denayer, secretaris en Kris Degroote, adjunct-secretaris.
Voorts zetelen er 48 vertegenwoordigers in de raad voor de werkgevers-, werknemers- en consumentenorganisaties.

### Patronale vertegenwoordiging
- Namens de  representatieve organisaties van de industrie en van het bank- en verzekeringswezen zetelen negen vertegenwoordigers van het Verbond van Belgische Ondernemingen (VBO) en vier vertegenwoordigers van de Nationale Federatie der Kamers voor Handel en Nijverheid van België (NFKHNB).
- Namens de representatieve organisaties die de ambachten, de kleine en middelgrote handelsondernemingen vertegenwoordigen zetelen er vier vertegenwoordigers van de Hoge Raad voor de Zelfstandigen en de KMO (HRZKMO)
- Namens de representatieve landbouworganisaties zetelen er twee vertegenwoordigers van de Fédération wallonne de l'agriculture (FWA), één vertegenwoordiger van de Belgische Boerenbond en eveneens een vertegenwoordiger van het Boerenfront.
- Namens de representatieve bosbouworganisaties zetelt er een vertegenwoordiger van de Koninklijke Belgische Bosbouwmaatschappij (KBB).
- Namens de federale socialprofitsector zetelen twee leden van UNISOC.

### Syndicale vertegenwoordiging
- Namens de representatieve organisaties die de werknemers vertegenwoordigen zetelen er acht vertegenwoordigers van het Algemeen Belgisch Vakverbond (ABVV), acht vertegenwoordigers namens het Algemeen Christelijk Vakverbond (ACV)  en twee vertegenwoordigers namens de Algemene Centrale der Liberale Vakbonden van België (ACLVB).
- Namens de representatieve organisaties die de verbruikscoöperaties vertenwoordigen zetelen er 3 leden namens de Féderatie der Belgische Coöperaties (FEBECOOP) en 3 vertegenwoordigers namens Arcofin.

### Gecoöpteerde leden
Ten slotte zetelen er nog 6 coöpteerde leden in de CRB. Deze gecoöpteerde leden zijn veelal economisten afkomstig uit het universiteitsmilieu. Momenteel zetelen Bruno Colmant, Leo Sleuwaegen, Hilde Meersman, Isabelle Cassiers, Glenn Rayp en Robert Deschamps.

## Varia
In Nederland wordt de rol van de CRB gespeeld door de Sociaal-Economische Raad.